# 松本貴治
松本 貴治（まつもと たかはる、1993年12月22日 - ）は、愛媛県松山市出身の競輪選手。日本競輪学校（当時。以下、競輪学校）第111期生。師匠は濱田浩司（81期）。

## 来歴
松山聖陵高等学校時代に、愛媛マンダリンパイレーツ出身の日野博幸とともに競輪学校第103回生試験を受験するも不合格となり（日野は合格）、朝日大学に進学。競輪学校は大学卒業時に改めて受験し、111期生として合格。
2016年、在学中の競輪学校でゴールデンキャップを獲得。在校競走成績は9位。
2017年7月18日、防府競輪場でデビュー、デビュー戦で初勝利を挙げる。同開催では3日間とも1着であり、デビュー場所で完全優勝にてプロ初優勝。
2018年12月29日、ヤンググランプリ（GII。静岡競輪場）で8位。
2019年12月29日、2回目の出場となったヤンググランプリ（立川競輪場）で優勝。

### 主な実績（自転車競技）
2015年
- 国民体育大会　チームスプリント、1kmタイムトライアル　優勝
- 全日本大学対抗選手権自転車競技大会（インカレ）　ケイリン　優勝